# Amoya veliensis
Amoya veliensis är en fiskart som först beskrevs av Geevarghese och John 1982.  Amoya veliensis ingår i släktet Amoya och familjen smörbultsfiskar. Inga underarter finns listade i Catalogue of Life.